# Vojnatina
Vojnatina je obec na Slovensku. Nachází se v Košickém kraji, v okrese Sobrance. Obec má rozlohu 7,69 km² a leží v nadmořské výšce 128 m. V roce 2011 v obci žilo 238 obyvatel. První písemná zmínka o obci pochází z roku 1336.